# Eden Prairie (Minnesota)
Eden Prairie es una ciudad ubicada en el condado de Hennepin en el estado estadounidense de Minnesota. En el Censo de 2010 tenía una población de 60797 habitantes y una densidad poblacional de 667,19 personas por km².

## Geografía
Eden Prairie se encuentra ubicada en las coordenadas 44°50′53″N 93°27′31″O / 44.84806, -93.45861. Según la Oficina del Censo de los Estados Unidos, Eden Prairie tiene una superficie total de 91.12 km², de la cual 84.04 km² corresponden a tierra firme y (7.77%) 7.08 km² es agua.

## Demografía
Según el censo de 2010, había 60797 personas residiendo en Eden Prairie. La densidad de población era de 667,19 hab./km². De los 60797 habitantes, Eden Prairie estaba compuesto por el 81.74% blancos, el 5.59% eran afroamericanos, el 0.19% eran amerindios, el 9.16% eran asiáticos, el 0.04% eran isleños del Pacífico, el 1.03% eran de otras razas y el 2.26% pertenecían a dos o más razas. Del total de la población el 3.03% eran hispanos o latinos de cualquier raza.

## Educación
La ciudad alberga el Hennepin Technical College, que tiene alrededor de 7000 estudiantes. Hay cuatro escuelas primarias y tres instituciones secundarias.